# Stina Lennartsson
Stina Olivia Lennartsson, née le 4 avril 1997, est une footballeuse internationale suédoise. Elle évolue au poste de défenseur.

## Biographie

### En club
De 2015 à 2022, elle joue au sein du club Växjö DFF. En 2022, elle signe au Linköpings FC.

### En équipe nationale
Elle entre pour la première fois sur le terrain en équipe nationale suédoise le 21 février 2023 lors d'un match amical contre l'Allemagne. 
Le 18 juillet 2023, elle est appelée en urgence par Peter Gerhardsson pour la Coupe du monde 2023 à la suite de la blessure d'Hanna Lundkvist (en),. Elle fait ses débuts en Coupe du monde le 2 août 2023 contre l'Argentine.